# 金瑞瑤
金瑞瑤（1963年2月13日—），暱稱YOYO，台灣女歌手，代表作有「飛向你飛向我」（翻唱日本歌手河合奈保子的名曲「Smile for me」）、「歲月的眼睛」、「好想你」、「驛」、「風中的畫」等。

## 生平
文化大學戲劇系畢業的金瑞瑤，當時擁有不輸日本偶像的包裝手勢及可愛特色，比起同時期其他偶像又多了一份出眾氣質，因此贏得廣大注目。金瑞瑤的出現，意味著台灣也能和當時的日本一樣，來到講究視覺精緻化的偶像時代，她的風格與中森明菜極為相似。
當時歌林唱片十分用心地製作金瑞瑤的每張唱片，因此不只主打歌曲，專輯中的其他歌曲傑作甚多，多張專輯製作陣容包括馬兆駿、楊明煌以及後來成為天王級製作人的陳志遠等等。
另外，當時與歌手林慧萍並稱歌林唱片之雙寶，屢獲權威節目《綜藝100》〈流行歌曲暢銷排行榜〉等排行榜冠軍殊榮。
金瑞瑤與當年同樣並列歌壇四大玉女掌門的歌手李碧華，曾有過一段特別的交情關係。
金瑞瑤曾與丈夫許安進合作成立金點唱片、俠客唱片，捧紅的藝人有孫耀威、陶喆等。

## 音樂作品

### 音樂專輯
| 發行日期   | 專輯名稱                             | 發行公司 | 語言 | 曲目 |
| ---------- | ------------------------------------ | -------- | ---- | --- |
| 1982年4月  | 飛向你飛向我                         | 歌林唱片 | 國語 | 曲目 1. 飛向你飛向我 2. 忘不了 3. 太陽花園 4. 不要再問我 5. 一首歌一個夢 6. 春天請留步 7. 年少的你 8. 青春的翅膀 9. 那是誰 10. 燦爛的季節 11. 思悠悠 12. 那條小路        |
| 1982年10月 | 就是這樣                             | 歌林唱片 | 國語 | 曲目 1. 來來來 2. 就是這樣 3. 逐流 4. 嘿嘿!小女孩 5. 北方的小窗 6. 夢的嚮往 7. 唱出喜悅唱出甜蜜 8. 青青河畔 9. 淘氣女孩 10. 不休止的樂章 11. 一步又接一步 12. 雲兒告訴你 |
| 1983年5月  | 歲月的眼睛                           | 歌林唱片 | 國語 | 曲目 1. 似曾相識 2. 歲月的眼睛 3. 小園 4. 把季節留在手中 5. 海的聯想 6. 細訴星光下 7. 夜夜月圓 8. 竹蜻蜓 9. 三月玫瑰 10. 假如是你 11. 微風 12. 我好幸福                  |
| 1984年3月  | 好想你                               | 歌林唱片 | 國語 | 曲目 1. 有一個他 2. 好想你 3. 就讓歡笑跟著你 4. 不同的感覺 5. 昨夜 6. 千年之愛 7. 失落的心 8. 夏天的圍巾 9. 同學會 10. 南方的春天                                        |
| 1984年9月  | 望著你                               | 歌林唱片 | 國語 | 曲目 1. 界線 2. 望著你 3. 青春的動律 4. 布偶 5. 今夜等你 6. 沒得激動 7. 貓耳朵 8. 怕黑的女孩 9. 六月叮嚀 10. 新鮮人                                                      |
| 1985年1月  | 驛                                   | 歌林唱片 | 國語 | 曲目 1. 驛 2. 告訴我 3. 閃亮的星 4. 水藍的信封 5. 空白的夢 6. 愛情降表 7. 怎捨得 8. 大聲叫！用你的愛情 9. 踩在這條路 10. 不曾發生 11. 未完成的戀歌                       |
| 1985年12月 | 嘿！靠近我                           | 歌林唱片 | 國語 | 曲目 1. 嘿!靠近我 2. 今夜擁有愛 3. 習慣 4. 攝氏一百度 5. 最好的回憶 6. 讓時間去改變 7. 再照亮我一次 8. 離開愛情 9. 無所謂 10. 秋的感覺 11. 牧心 12. 青春屬於我和你       |
| 1986年5月  | 愛情急救站                           | 歌林唱片 | 國語 | 曲目 1. 醫生處方 2. 愛情急救站 3. 還是希望遇見你 4. 一樣的街頭 5. 愛，輕輕想你 6. 惜緣 7. 找一個人愛你 8. 靜靜的夜裡 9. 風的節奏 10. 藍色週末                            |
| 1987年6月  | 風中的畫                             | 歌林唱片 | 國語 | 曲目 1. 風中的畫 2. 感謝 3. 心跳 4. 我已經用了太多時間來想念你 5. 愛情的故事都一樣 6. 天上的心 7. 阿婆的白髮 8. 一夜的心情 9. 夜的櫥窗 10. 愛情信封                      |
| 未發行     | 不要承諾的愛（又名：沒有傳奇的故事） | 歌林唱片 | 國語 | |

## 演出作品

### 電視劇
1988年 雙面遊俠 飾 田欣

## 私人生活
2000年與許安進結婚，並育有一子。